# وحدة دفع رواد الفضاء

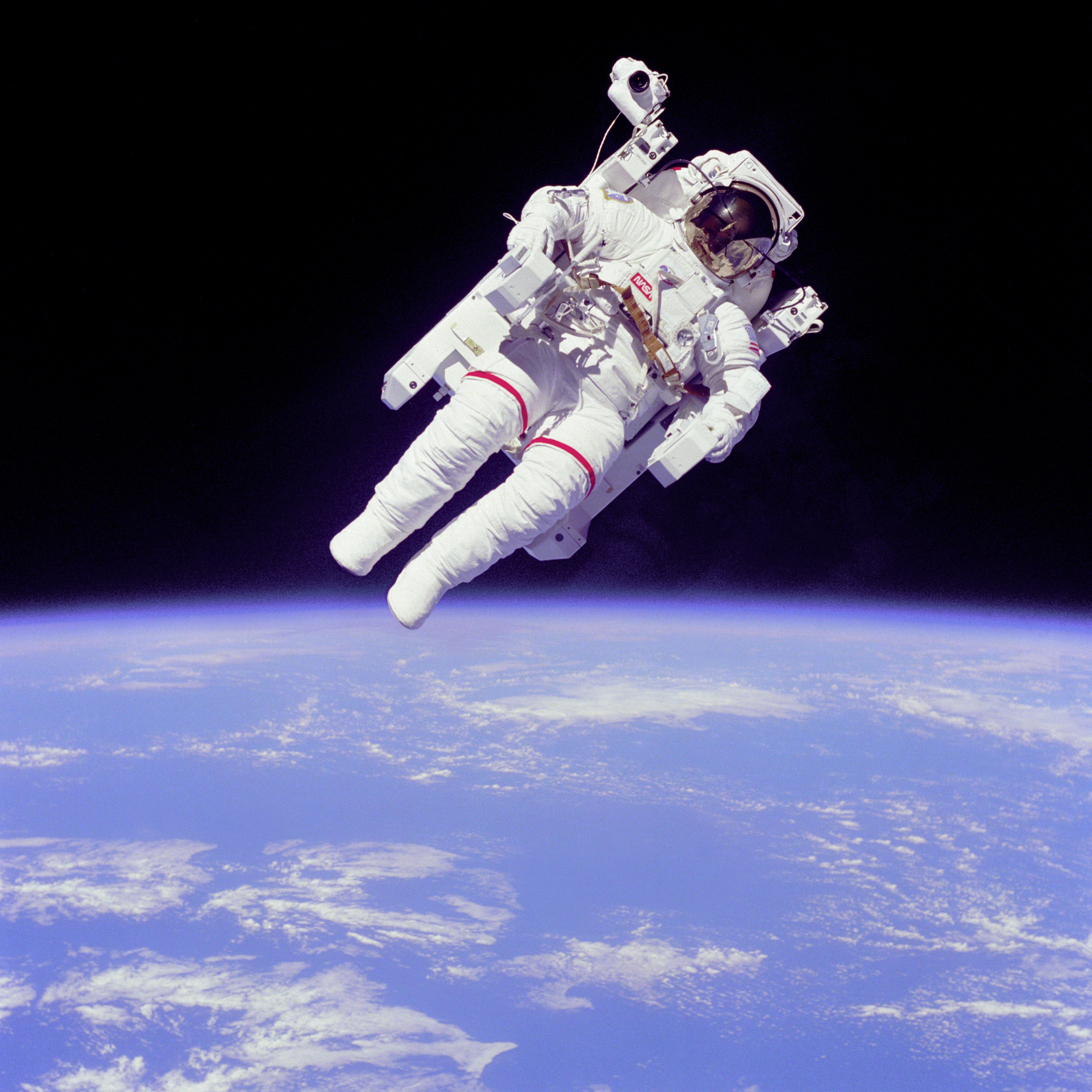
رائد فضاء أمريكي في الفضاء يستخدم وحدة دفع.

تُستخدم وحدة دفع رواد الفضاء (أو وحدة مناورة رواد الفضاء) لتحريك رواد الفضاء بالنسبة للمركبة الفضائية أثناء النشاط خارج المركبة. كانت أول وحدة دفع لرواد فضاء هي وحدة المناورة المحمولة باليد (إتش إتش إم يو) التي استُخدمت خلال مهمة جمناي 4.

## وحدة المناورة المحمولة باليد
كانت وحدة المناورة المحمولة باليد مسدسًا «مضغوطًا» استخدمه إد وايت خلال مهمة جمناي 4 في عام 1965. احتوى المسدس اليدوي على عدة أرطال من النيتروجين، وسمح بحركة محدودة حول مركبة جمناي الفضائية. كما استخدمه رائد الفضاء مايكل كولينز في مهمة جمناي 10 في عام 1966.

### وحدة مناورة رواد الفضاء للقوات الجوية الأمريكية
صُممت وحدة مناورة رواد الفضاء (إيه إم يو) التابعة للقوات الجوية الأمريكية (يو إس إيه إف) من قبل القوات الجوية الأمريكية، التي كانت تخطط لاستخدام مركبة جمناي كجزء من المختبر المداري المأهول (إم أوه إل). كانت إيه أم يو عبارة عن حقيبة ظهر مملوءة بيروكسيد الهيدروجين كوقود. كان إجمالي دلتا في (الفرق بالسرعة) لوحدة إي إم يو نحو 250 قدمًا في الثانية (76.2 مترًا في الثانية)، أي ثلاثة أضعاف قدرة إم إم يو تقريبًا. يقوم رائد الفضاء بارتداء الوحدة على ظهره، بينما يقوم بالتحرك باستخدام جهازي تحكم يدويين مثل وحدة إم إم يو اللاحقة. بسبب غاز الوقود الساخن، كان لابد من تعديل البدلة الفضائية لإضافة «سروال» معدني منسوج من قماش كروميل آر معدني. حُملت وحدة إيه أم يو على متن مهمة جمناي 9، لكنها لم تُختبر لأن رائد الفضاء، يوجين سيرنان، واجه صعوبة في الانتقال من مقصورة جمناي إلى مكان تخزين الوحدة، في الجزء الخلفي من المركبة الفضائية، ما أدى إلى ارتفاع درجة حرارته، ما تسبب في تجمع الضباب على الجزء الأمامي من خوذته. كان من المفترض أيضًا إطلاق إيه إم يو على متن مركبة جمناي 12، لإطلاقها خارج المركبة بدون حبل، ولكن هذه الخطة أُلغيت قبل شهرين من المهمة. تكهن رائد الفضاء الرئيسي التابع لناسا ديك سلايتون لاحقًا في سيرته الذاتية أن إيه إم يو ربما طُورت لتُستخدم في برنامج إم أوه إل لأن القوات الجوية اعتقدت أن ذلك قد يسمح لها بتفقد الأقمار الصناعية الخاصة بالدول الأخرى.
في عام 1973، اختُبرت وحدة المناورة ذاتية الاستقرار (إيه إس إم يو) على متن محطة سكايلاب الفضائية خلال مهمة سكايلاب 3 و4. اختُبرت الوحدة داخل المختبر المداري، واحتوت على غاز النيتروجين ما سمح باختبارها أثناء أو بدون ارتدائها. كانت إيه إم يو الخاصة بسكايلاب الأقرب إلى تصميم إم إم يو الخاصة بمكوك الفضاء، ولكنها لم تُستخدم خارج المركبة الفضائية نظرًا لإجراء الأنشطة الخارجية أثناء وصل رواد الفضاء بحبل سري داعم للحياة، ولمنع الأضرار التي قد تصيب المصفوفات الشمسية الحساسة على تلسكوب أبولو المثبت.

### وحدة المناورة باستخدام القدم (إف سي إم يو)
اختبرت وحدة المناورة باستخدام القدم خلال برنامج محطة سكايلاب. كان الغرض منها هو تحرير يديّ رواد الفضاء. دُفعت الوحدة باستخدام غاز نيتروجين بارد عالي الضغط داخل خزان محمول على الظهر. اختبرت الوحدة أثناء وبدون ارتدائها.

### وحدة المناورة المأهولة
وحدة المناورة المأهولة (إم إم يو) هي حقيبة ظهر دفعية استخدمها رواد فضاء ناسا في ثلاث مهمات على متن مكوك الفضاء في عام 1984. سمحت إم إم يو لرواد الفضاء بأداء أنشطة خارج المركبة دون حبل على بعد مسافة من المكوك. استُخدمت أم أم يو لاسترداد قمرين صناعيين معطلين، ويستر 4 وبالابا بي 2. بعد المهمة الثالثة، خرجت وحدة أم أم يو من الخدمة.

### وحدة إس بّي كيه السوفيتية
استخدم الاتحاد السوفيتي نظام دفع لوراد الفضاء المسافرين إلى محطة مير الفضائية. كانت وحدة إس بّي كيه أكبر من إم إم يو الخاصة بمكوك الفضاء، واحتوت على أكسجين بدلًا من النيتروجين وكانت مربوطةً بحبل أمان. على الرغم من وجود الحبل، سمحت إس بّي كيه لرواد الفضاء السوفييت، مع بدلة فضاء أورلان، بالتحليق حول محطة الفضاء، ما سمح بالوصول إلى مناطق يكاد من المستحيل الوصول إليها بطريقة أخرى. على الرغم من اختبار الوحدة على متن محطة مير الفضائية في عام 1990، فضل رواد الفضاء استخدام رافعة ستريلا (نظيرة نظام الخدمة المتنقلة). دُمرت إس بّي كيه، التي تُركت متصلة بالجزء الخارجي لوحدة كفانت 2، عندما دخلت محطة مير الغلاف الجوي بعد إيقاف تشغيلها.